# Jay McClement
Jay McClement, född 2 mars 1983, är en kanadensisk före detta professionell ishockeyspelare. Han spelade för St. Louis Blues, Colorado Avalanche, Toronto Maple Leafs och Carolina Hurricanes i National Hockey League (NHL) samt för EHC Olten i Swiss League. Han är för närvarande scout för Pittsburgh Penguins.

## Spelarkarriär
McClement draftades av St. Louis Blues i andra omgången som 57:e totalt vid NHL Entry Draft 2001.
Han var med i det kanadensiska ishockeylaget vid IIHF World Championship där Kanada vann med 4-2 mot Finland i Moskva. Han äger en stuga på Howe Island på St Lawrence-floden, där han tillbringar somrarna.
Den 26 maj 2009 tecknade McClement ett nytt kontrakt med Blues på tre år.
Under säsongen 2010-11, den 30 oktober 2010 gjorde McClement hans första hattrick i NHL i en 4-3 straffseger över Atlanta Thrashers. Den 19 februari 2011 trejdades han av Blues till Colorado Avalanche tillsammans med Erik Johnson och ett villkorligt draftval i första omgången i utbyte mot Chris Stewart, Kevin Shattenkirk och en villkorligt draftval i andra omgången.
Den 1 juli 2012 undertecknade McClement ett tvåårskontrakt, värt $3 000 000 miljoner dollar som free agent med Toronto Maple Leafs.
2 juli 2014 beslöt sig McClement för att lämna Maple Leafs och skrev på ett 1-årskontrakt med Carolina Hurricanes värt $1 miljon.
Den 1 mars 2015 förlängde McClement sitt kontrakt med Hurricanes till ett tvåårskontrakt. Denna deal kommer att ge McClement $1,3 miljoner för säsongen 2015-16 och $1,1 miljoner för säsongen 2016-17.

## Statistik

### Klubbkarriär

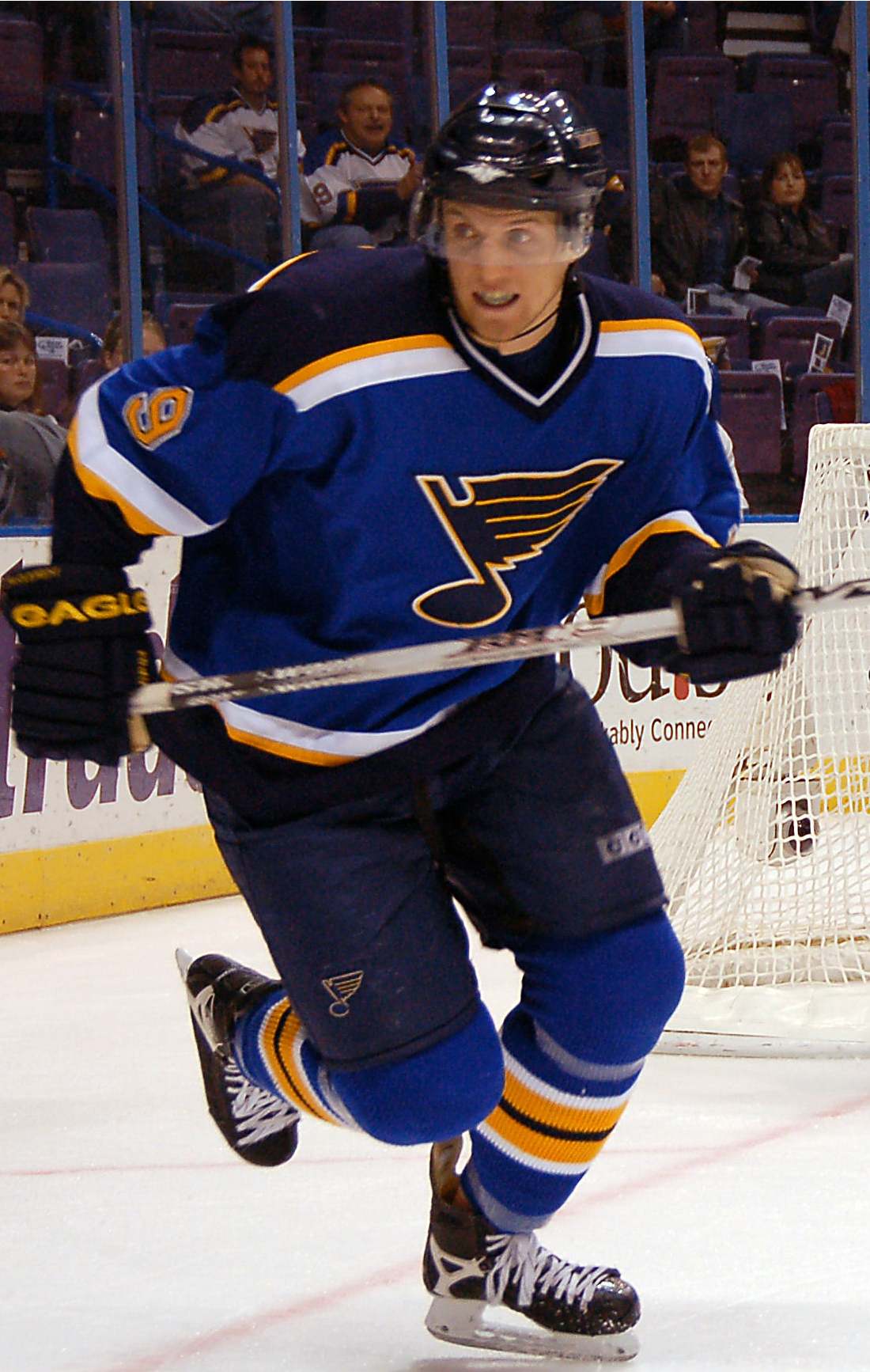
McClement med St. Louis Blues.

| 1999–00    | Brampton Battalion  | OHL        | 63  | 13 | 16  | 29  | 34  | 6  | 0 | 4 | 4 | 8  |
| 2000–01    | Brampton Battalion  | OHL        | 66  | 30 | 19  | 49  | 61  | 9  | 4 | 2 | 6 | 10 |
| 2001–02    | Brampton Battalion  | OHL        | 61  | 26 | 29  | 55  | 43  | —  | — | — | — | —  |
| 2002–03    | Brampton Battalion  | OHL        | 45  | 22 | 27  | 49  | 37  | 11 | 3 | 4 | 7 | 11 |
| 2002–03    | Worcester IceCats   | AHL        | —   | —  | —   | —   | —   | 1  | 0 | 0 | 0 | 0  |
| 2003–04    | Worcester IceCats   | AHL        | 69  | 12 | 13  | 25  | 20  | 10 | 0 | 3 | 3 | 0  |
| 2004–05    | Worcester IceCats   | AHL        | 79  | 17 | 34  | 51  | 45  | —  | — | — | — | —  |
| 2005–06    | St. Louis Blues     | NHL        | 67  | 6  | 21  | 27  | 30  | —  | — | — | — | —  |
| 2005–06    | Peoria Rivermen     | AHL        | 11  | 4  | 5   | 9   | 4   | 4  | 0 | 2 | 2 | 2  |
| 2006–07    | St. Louis Blues     | NHL        | 81  | 8  | 28  | 36  | 55  | —  | — | — | — | —  |
| 2007–08    | St. Louis Blues     | NHL        | 81  | 9  | 13  | 22  | 26  | —  | — | — | — | —  |
| 2008–09    | St. Louis Blues     | NHL        | 82  | 12 | 14  | 26  | 29  | 4  | 0 | 0 | 0 | 4  |
| 2009–10    | St. Louis Blues     | NHL        | 82  | 11 | 18  | 29  | 22  | —  | — | — | — | —  |
| 2010–11    | St. Louis Blues     | NHL        | 56  | 6  | 10  | 16  | 18  | —  | — | — | — | —  |
| 2010–11    | Colorado Avalanche  | NHL        | 24  | 1  | 3   | 4   | 12  | —  | — | — | — | —  |
| 2011–12    | Colorado Avalanche  | NHL        | 80  | 10 | 7   | 17  | 31  | —  | — | — | — | —  |
| 2012–13    | Toronto Maple Leafs | NHL        | 48  | 8  | 9   | 17  | 11  | 7  | 0 | 0 | 0 | 0  |
| 2013–14    | Toronto Maple Leafs | NHL        | 81  | 4  | 6   | 10  | 32  | —  | — | — | — | —  |
| 2014–15    | Carolina Hurricanes | NHL        | 82  | 7  | 14  | 21  | 17  | —  | — | — | — | —  |
| 2015–16    | Carolina Hurricanes | NHL        | 77  | 3  | 8   | 11  | 24  | —  | — | — | — | —  |
| 2016–17    | Carolina Hurricanes | NHL        | 65  | 5  | 3   | 8   | 18  | —  | — | — | — | —  |
| 2017–18    | EHC Olten           | CHE.2      | 32  | 6  | 16  | 22  | 24  | 16 | 1 | 1 | 2 | 10 |
| NHL totalt | NHL totalt          | NHL totalt | 906 | 90 | 154 | 244 | 325 | 11 | 0 | 0 | 0 | 4  |

### Internationellt
| År            | Lag            | Turnering     | Resultat      |    | Matcher | Mål | Assist | Poäng | Utv |
| ------------- | -------------- | ------------- | ------------- | -- | ------- | --- | ------ | ----- | --- |
| 2000          | Canada Ontario | U17           | 2             | 6  | 1       | 1   | 2      | 8     |     |
| 2000          | Kanada         | U18           | 1             | 3  | 1       | 0   | 1      | 2     |     |
| 2002          | Kanada         | JVM           | 2             | 7  | 1       | 1   | 2      | 2     |     |
| 2003          | Kanada         | JVM           | 2             | 6  | 1       | 2   | 3      | 4     |     |
| 2007          | Kanada         | VM            | 1             | 9  | 2       | 2   | 4      | 4     |     |
| Junior totalt | Junior totalt  | Junior totalt | Junior totalt | 22 | 4       | 4   | 8      | 16    |     |
| Senior totalt | Senior totalt  | Senior totalt | Senior totalt | 9  | 2       | 2   | 4      | 4     |     |

## Meriter
| Merit                  | År   |
| ---------------------- | ---- |
| OHL                    |      |
| CHL Top Prospects Game | 2001 |
| Face-Off Award         | 2003 |